# Большая Турская хроника
Больша́я Ту́рская хро́ника (лат. Chronicon Turonense Magnum, фр. Grande Chronique de Tours) — французская средневековая анонимная латиноязычная хроника, описывающая события, происходившие в Турени и её окрестностях с 81 по 1227 год.

## Описание
«Большая Турская хроника» сохранилась в нескольких рукописях, наиболее старая из которых датируется второй половиной XIII века. Первое печатное издание фрагментов хроники было осуществлено в 1619 году, а в наиболее полном объёме она была издана в 1854 году. В «Большой Турской хронике» не упоминается имя её автора, однако предполагается, что им мог быть каноник монастыря Сен-Мартен в Туре Пеан Гатино, также автор стихотворного «Жития святого Мартина».
Основой для «Большой Турской хроники» послужило сочинение французского историка конца XII века Робера Адаланда «Хроника Осера», однако автор «Большой Турской хроники» значительно её дополнил сведениями из находившихся в его распоряжении исторических источников. Среди использовавшихся им более ранних работ — труды Сульпиция Севера и Григория Турского, «Деяния консулов Анжу», хроника Сигеберта из Жамблу и другие исторические сочинения, в том числе, не дошедшие до нашего времени. Особую ценность хронике придают приведённые её автором многочисленные документы, хранившиеся в архиве монастыря Сен-Мартен-де-Тур. Предполагается, что основная часть хроники была написана её автором в 1200 году, после чего до её окончания он вёл записи сразу же вслед за происходившими событиями. Завершение хроники может быть связано со смертью хрониста.
Несмотря на частые ошибки в хронологии, из-за использования ныне утраченных исторических материалов «Большая Турская хроника» является очень ценным источником, содержащим ряд уникальных сведений, не упоминающихся в других средневековых хрониках. К таким сообщениям относятся известия о многочисленных дарениях, сделанных знатными лицами аббатству Сен-Мартен, о деятельности представителей династий Робертинов и Ингельгерингов, покровительствовавших этому монастырю, о возвышении графов Анжу и ведшихся ими в XI веке феодальных войнах, о переходе Турени под власть королей Англии и их войнах с французскими королями, в результате которых Тур вновь возвратился под власть монархов Франции, а также множество других свидетельств. За период 1155—1227 годов «Большая Турская хроника» — единственный исторический источник, настолько подробно рассказывающий о событиях в Турени, не связанных с церковной жизнью этой области.

## Издание
На латинском языке: Chronicon Turonense Magnum. — Salmon A. Recueil de chroniques de Tourain. — Tours: Ladevèze, 1854. — P. 64—161. — 491 p.